# Bulwer-Lytton Fiction Contest
Bulwer-Lytton Fiction Contest (BLFC) er en årlig konkurrence sponsoreret af det engelske fakultet på San José State University i San Jose i  Californien. Deltagerne skal komponere den værst mulige åbningssekvenser til en roman. Hovedgevinsten er US$250.
Professor Scott Rice stiftede konkurrencen i 1982. Den er opkaldt efter den engelske forfatter Edward George Bulwer-Lytton, der skrev den berømte indledning "It was a dark and stormy night" (det var en mørk og stormfuld nat), en indledning Nuser benytter igen og igen i  romanerskriverierne i Radiserne.